# 23. század
A 23. század a 2201-től 2300-ig tartó éveket foglalja magába.

## Csillagászati előrejelzések
- 2221: A Mars, a Föld, és a Szaturnusz együttállása.
- 2223. december 2.: a Mars elfedi a Jupitert.
- 2253. augusztus 1.: A Merkúr elfedi a Regulus csillagot (a legutóbbi Regulus-fedése i. e. 364-ben volt).
- 2288 A Quaoar kisbolygó megteszi a felfedezése óta megtett első, 286 éves periódusát

## Vallási előrejelzések
- 2239: Ádám teremtése a zsidó források szerint i. e. 3761-ben volt. Ennek 6000. évfordulója lesz 2239-ben, amivel egy szellemi smitá évezred fog elkezdődni.
- 2285: A húsvét a létező legkorábbi időpontra, március 22-ére fog esni. Ez utoljára 1818-ban fordult elő.

## Egyéb előrejelzések
- 2217: A pennsylvaniai Centralia szénbánya széntartalékának kimerülését erre az évre jelezték. A tűz elterjedt a település alatti bánya járataiban, sőt, a mai napig ég.[1]
- 2295: Az Egyesült Államok lakossága eléri az egymilliárd főt (amennyiben a lakosság a jelenlegi ütemében növekszik).

## 23. század a sci-fi-ben
2223: Hidegháború a Bolygók Egyesült Föderációja és a Klingon Birodalom között.
2243: Duotronikus számítógép feltalálása.
2245: A USS Enterprise (NCC-1701) indítása. A kapitányi székben James T. Kirk.
2293: Khitomer-i Tárgyalások.

## Évek és évtizedek
Megjegyzés: A huszonharmadik század előtti és utáni évek dőlt betűvel vannak írva.
| 2190-es évek | 2190 | 2191 | 2192 | 2193 | 2194 | 2195 | 2196 | 2197 | 2198 | 2199 |
| 2200-as évek | 2200 | 2201 | 2202 | 2203 | 2204 | 2205 | 2206 | 2207 | 2208 | 2209 |
| 2210-es évek | 2210 | 2211 | 2212 | 2213 | 2214 | 2215 | 2216 | 2217 | 2218 | 2219 |
| 2220-as évek | 2220 | 2221 | 2222 | 2223 | 2224 | 2225 | 2226 | 2227 | 2228 | 2229 |
| 2230-as évek | 2230 | 2231 | 2232 | 2233 | 2234 | 2235 | 2236 | 2237 | 2238 | 2239 |
| 2240-es évek | 2240 | 2241 | 2242 | 2243 | 2244 | 2245 | 2246 | 2247 | 2248 | 2249 |
| 2250-es évek | 2250 | 2251 | 2252 | 2253 | 2254 | 2255 | 2256 | 2257 | 2258 | 2259 |
| 2260-as évek | 2260 | 2261 | 2262 | 2263 | 2264 | 2265 | 2266 | 2267 | 2268 | 2269 |
| 2270-es évek | 2270 | 2271 | 2272 | 2273 | 2274 | 2275 | 2276 | 2277 | 2278 | 2279 |
| 2280-as évek | 2280 | 2281 | 2282 | 2283 | 2284 | 2285 | 2286 | 2287 | 2288 | 2289 |
| 2290-es évek | 2290 | 2291 | 2292 | 2293 | 2294 | 2295 | 2296 | 2297 | 2298 | 2299 |
| 2300-as évek | 2300 | 2301 | 2302 | 2303 | 2304 | 2305 | 2306 | 2307 | 2308 | 2309 |